# Оушен-Біч (Нью-Йорк)
Оушен-Біч (англ. Ocean Beach) — селище (англ. village) в США, в окрузі Саффолк штату Нью-Йорк. Населення — 153 особи (2020).

## Географія
Оушен-Біч розташований за координатами 40°38′47″ пн. ш. 73°9′23″ зх. д. / 40.64639° пн. ш. 73.15639° зх. д. (40.646286, -73.156523).  За даними Бюро перепису населення США в 2010 році селище мало площу 0,37 км², уся площа — суходіл.

## Демографія
Згідно з переписом 2010 року, у селищі мешкало 79 осіб у 39 домогосподарствах у складі 27 родин. Густота населення становила 216 осіб/км².  Було 607 помешкань (1658/км²).
Расовий склад населення:
| - 100,0 % — білих |

До двох чи більше рас належало 0,0 %. Частка іспаномовних становила 1,3 % від усіх жителів.
За віковим діапазоном населення розподілялося таким чином: 10,1 % — особи молодші 18 років, 73,4 % — особи у віці 18—64 років, 16,5 % — особи у віці 65 років та старші. Медіана віку мешканця становила 54,8 року. На 100 осіб жіночої статі у селищі припадало 146,9 чоловіків;  на 100 жінок у віці від 18 років та старших — 144,8 чоловіків також старших 18 років.
Цивільне працевлаштоване населення становило 15 осіб. Основні галузі зайнятості: фінанси, страхування та нерухомість — 33,3 %, будівництво — 26,7 %, публічна адміністрація — 13,3 %, освіта, охорона здоров'я та соціальна допомога — 13,3 %.